# Trys dienos
Trys Dienos è un film del 1991 diretto da Šarūnas Bartas.
Il film, di produzione lituana, è caratterizzato dal numero ridotto dei dialoghi e descrive la magra e opprimente esistenza di alcuni abitanti della città di Kaliningrad.
Il titolo, tradotto letteralmente, significa "Tre giorni".

## Riconoscimenti
- Festival internazionale del cinema di Berlino 1991
  - FIPRESCI Menzione d'onore
  - Forum internazionale del giovane cinema - Menzione speciale
- Fantasporto
  - Prémio Especial do Juri alla Semana dos Realizadores